# 73. pehotna divizija (Avstro-Ogrska)
73. pehotna divizija (izvirno nemško 73. Infanterie-Division oz. nemško 73. Infanterietruppendivision) je bila pehotna divizija avstro-ogrske kopenske vojske, ki je bila aktivna med prvo svetovno vojno.

## Zgodovina
Divizija je sodelovala v enajsti soški ofenzivi, pri čemer je niso uporabili v celoti, ampak so na fronto pošiljali divizijske enote, kot so prihajale; Svetozar Borojevć von Bojna je izjavil, da so jo uporabljali po kapljicah.

## Poveljstvo
Poveljniki 
- Ludwig Goiginger: oktober 1916 - oktober 1917